# Jorge Añón
Jorge Wahinston Añón de León es un entrenador de fútbol y exfutbolista uruguayo, que actualmente se encuentra dirigiendo al Montevideo Cricket Club desde el 2017.

## Carrera
Jorge Añón hizo su debut de entrenador en 1998 en el Club Deportivo Parque del Plata sólo estuvo ese año después estuvo libre hasta 2008 donde fue contratado como director técnico de club checo FK Banik Most por un año, más tarde dirigió a la Selección de fútbol de Vanuatu. En 2010 decidió regresar devuelta al FK Banik Most firmando por dos temporadas, hasta que en 2015 firmó con la Selección de fútbol de Granada manteniendo un contrato de dos años, actualmente se desempeña como entrenador en un equipo amateur de su país Uruguay.
También se desempeñó como futbolista en clubes uruguayos como el Club Atlético Cerro, Club Deportivo Parque del Plata, Club Atlético Basañez, y el club colombiano el Independiente de Santa Fe.

### Como entrenador
| Club                            | País            | Años              |
| ------------------------------- | --------------- | ----------------- |
| Club Deportivo Parque del Plata | Uruguay         | 1998              |
| FK Baník Most                   | República Checa | 2008              |
| Selección de fútbol de Vanuatu  | Vanuatu         | 2009              |
| FK Baník Most                   | República Checa | 2010 - 2012       |
| Selección de fútbol de Granada  | Granada         | 2015              |
| Montevideo Cricket Club         | Uruguay         | 2017 - Actualidad |

### Como jugador
| Club                            | País     | Año |
| ------------------------------- | -------- | --- |
| Club Atlético Cerro             | Uruguay  | –   |
| Club Deportivo Parque del Plata | Uruguay  | –   |
| Independiente de Santa Fe       | Colombia | –   |
| Club Atlético Basañez           | Uruguay  | –   |